# Ken Richardson
William Kenneth Richardson, detto Ken (Bourne, 21 agosto 1911 – Bourne, 27 giugno 1997), è stato un pilota automobilistico britannico.
Nei primi anni cinquanta si occupò dello sviluppo del motore BRM V16.
Qualificato in decima posizione nel Gran Premio d'Italia 1951 con una BRM P15 motorizzata V16 non riuscì a prendere il via in gara quando si scoprì che non era in possesso della licenza adatta per correre.
Da allora non ha più partecipato al Campionato mondiale di Formula 1. Nello stesso periodo Richardson, ingaggiato da Sir John Black, ebbe un ruolo rilevante nello sviluppo dei primi roadster della serie TR prodotti dalla Triumph.

## Risultati in F1
| 1951 | Scuderia | Vettura |  |  |  |  |  |  |    |  | Punti | Pos. |
| ---- | -------- | ------- |  |  |  |  |  |  | -- |  | ----- | ---- |
| 1951 | BRM      | BRM P15 |  |  |  |  |  |  | NP |  | 0     |      |

| Legenda | 1º posto     | 2º posto | 3º posto    | A punti         | Senza punti/Non class.  | Grassetto – Pole position Corsivo – Giro più veloce |
| Legenda | Squalificato | Ritirato | Non partito | Non qualificato | Solo prove/Terzo pilota | Grassetto – Pole position Corsivo – Giro più veloce |